# Luca Siligardi
Luca Siligardi, född 26 januari 1988 i Correggio, är en italiensk fotbollsspelare som spelare för Parma.

## Karriär
Efter att ha representerat en rad klubbar i hemmaprovinsen Reggio Emilia, inklusive Parma 2004-2005, kom Siligardi 2006 till Inter och klubbens primaveralag. Han debuterade för a-laget 17 januari 2008 i Coppa Italia mot Reggina. 
Sommaren 2008 lånades Siligardi ut till Bari i Serie B.  Efter begränsat med speltid lånades Siligardi i januari 2009 istället ut till Piacenza. 
Inför säsongen 2009-2010 lånades Siligardi ut igen, denna gång till Triestina. Triestina hade en tung säsong och slutade på playoutplats, men Siligardi fick spela 20 matcher och svarade för fyra mål.
Sommaren 2010 lånades Siligardi ut till Bologna och debuterade i Serie A 30 augusti mot just Inter. Bologna hade option på att köpa loss spelaren efter säsongens slut, men Inter använde en motoption och sommaren 2011 återvände Siligardi tillfälligt till klubben.

### Livorno
25 augusti såldes Siligardi på delägarskap till Serie B-klubben Livorno. Han debuterade för sin nya klubb mot Sampdoria 30 augusti 2011. Efter att ha dragits med skador under hösten 2011 etablerade sig Siligardi som en viktig offensiv spelare för Livorno under våren 2012. Efter säsongen köpte Livorno loss Inters del av spelaren i en affär där även Simone Dell'Agnello blev helägd av den toskanska klubben, medan Inter tog över hela ägandet av Francesco Bardi.
Den följande säsongen, 2012/2013, blev Siligardis bästa med klubben, även om den slutade för tidigt i och med en knäskada. Han sköt 13 mål på 22 matcher innan skadan i mars gjorde att han missade större delen av våren. Trots det utsågs han efter säsongen till Serie B's bästa mittfältare.

### Verona
När Siligardis kontrakt med Livorno löpte ut sommaren 2015 lämnade han klubben för Serie A och Verona,

## Meriter
Inter
- Torneo di Viareggio: 2008